# Batalla de Mortagne (1794)

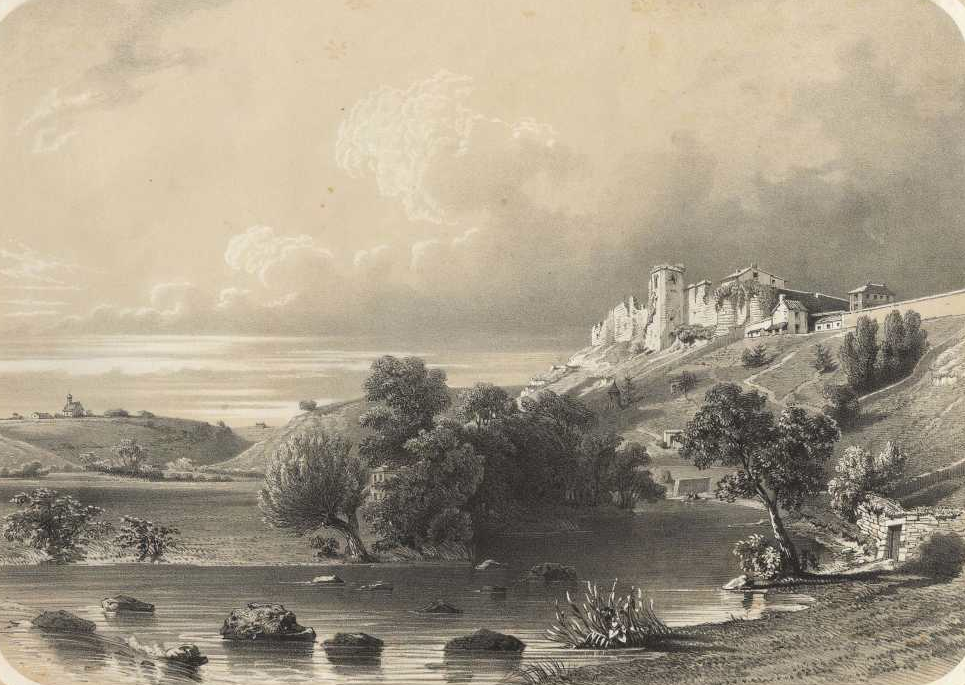
Mortagne-sur-Sèvre àlbum vendeà de Thomas Drake

La batalla de Mortagne (1794), que va tenir lloc del 23 al 25 de març de 1794, és una batalla de la revolta de la Vendée. El 24 de març, després de l'aniquilació el dia abans d'un destacament de la guarnició, la vila va ser atacada pels Vendéans. Els republicans van resistir el primer dia però van desallotjar el lloc l'endemà amb la població i van ser assetjats per grups de combatents fins a Nantes.

## La batalla
El 23 de març de 1794, la guarnició republicana de Mortagne, amb 412 homes, entre els quals 150 habitants armats, va ser atacada pels Vendéans estimada en 5.000 homes pels patriotes.
El 23 de març, un destacament, comandat pel capità Kepher, amb 147 homes, va caure en una emboscada a una llegua de la ciutat, a la carretera de La Verrie; només 8 homes, tots ferits, van aconseguir tornar a la ciutat.
Aquest va ser atacat l'endemà per les forces unides dels generals Stofflet, Sapinaud i Marigny. La ciutat tenint muralles, els republicans van oposar una bona resistència i van fer retrocedir els seus adversaris, van tenir 1 mort i 12 ferits i van estimar les pèrdues dels Vendéans en 200 morts o ferits.
Tanmateix, trobant-se en una situació delicada, els republicans van evacuar la ciutat amb la població el 25 de març, a les dues de la matinada, per tornar a Nantes. Encara van haver de lluitar a les ruïnes de Clisson i Pallet on van tenir un ferit.
Tanmateix, el gruix de les forces de la Vendée no va perseguir els republicans que fugien. Un cop amos del lloc, els Vendeans celebraven la seva victòria i s'emborratxaven, voluntàriament o per accident, van calar foc a la vila, després es retiraren.
Els refugiats republicans van arribar a Nantes després de 26 hores de caminada, van acusar els generals d'haver-los abandonat. Aquest afer comporta un cert descrèdit al pla de Turreau. El general Cordellier també està acusat perquè la seva columna era a prop, devia sentir el tiroteig, però no va intervenir.

## Documents

#### Denúncia del baró, botiguer de farratge de Mortagne, a la Societat Republicana de Nantes, contra els generals de Vendée.
| « | L'expedició realitzada per Turreau el 20 de gener, i que s'havia d'acabar el 27, va ser molt mal executada; d'aquí la prolongació de la guerra. Turreau sempre va enganyar la Convenció Nacional en els seus informes. El dia que va arribar de Saumur a Chollet es va incendiar la població de Trémentines. Cinc-cents mil trossos de palla, tant de fenc i quatre mil busells de civada, van caure presa de les flames. El dia que va marxar de Chollet cap a Tiffauge, es va incendiar el poble de La Seguinière: palla, fenc, civada, tot es va cremar. El dia de l'evacuació de Chollet, que es va dur a terme en dues hores, Turreau va fer retrocedir l'escorta que acompanyava l'evacuació, així com el fons municipal que es va retirar entre Montaigu i les Soriuières. La guarnició de Morlague, formada per quatre-cents dotze homes, va refusar un atac dels bandolers durant set hores. Passat aquest dia, la guarnició es va veure obligada a retirar-se a Nantes, perquè no tenia municions de guerra. Havia de suportar tres batalles, una en entrar a Clisson, l'altra en sortir, la tercera a l'alçada de Palet. Des del 6 de març, el ciutadà Fouquerole, al comandament de la plaça de Mortagne, ha demanat diverses vegades al general en cap, municions de guerra i reforços sense rebre cap resposta. El 23, va enviar una ordre a TifFauge amb deu genets al general Cordellier, perquè li demanés municions de guerra i reforços. En no veure ordres, ni reforços, ni municions que tornaven, ens vam veure obligats a evacuar el lloc. Els nostres generals sense-culotle no tenen coneixement del negoci de la guerra, sinó de beure del matí a la nit. Turreau va fer evacuar el lloc de Chollet sense prendre mesures per escortar els habitants que va exposar a la fúria de l'enemic, sense treure les provisions. Vam deixar més menjar a la Vendée del que vam consumir. | » |
| — Denúncia del baró, botiguer de farratge de Mortagne, a la societat republicana de Nantes, contra els generals de Vendée., | |   |

#### Informe de la comuna de Mortagne, 28 de març a Nantes als representants en missió.
| «                                                                                     | Després dels afers d'Angers i Le Mans, després d'una proclamació del comandant de Chollet, una gran part dels rebels van tornar a casa seva, i fins i tot van lliurar les seves armes. És sabut que si tots els homes que queden al camp han tornat a prendre les armes i lluiten amb el coratge de la desesperació, és perquè l'Exèrcit del Nord i la divisió sota les ordres del general Huche han matat homes, dones, nens i gent gran. Els bandolers actualment no disposen de canons, o almenys no hem sentit el seu so. El ciutadà Lefort i el ciutadà Fouquerole que el van succeir van fer reparar les bretxes de les antigues muralles de Mortagne. A la guarnició es van reunir uns cent cinquanta ciutadans, tristes restes dels seus desgraciats habitants que van morir defensant la llibertat. Durant diverses setmanes, va ser impossible per a la comuna i el comandant saber cap notícia de les columnes republicanes, ni dels càrrecs de Montaigu i Tiffauge; i el més trist va ser que no es retornés cap de les ordres enviades fora de Mortagne. El 23 de març, un destacament enviat a buscar aliment va ser envoltat per aproximadament dos mil homes. L'endemà, a les onze, el lloc fou atacat; la guarnició es va defensar amb valentia i tossuderia. Els bandolers es van veure obligats a retirar-se, anunciant que tornarien l'endemà. Es va decidir, en un consell de guerra, que evacuaríem a mitjanit. Amb prou feines quedava munició de guerra per a la retirada en cas d'atac. Aquells habitants que van ser avisats i que van tenir prou força per fer el viatge no van dubtar a evacuar; només queden unes poques dones, vells i nens petits; no hi havia cotxes de transport. La sortida es va fer cap a les dues, la nit del 24 al 25. En tallar el pont de TifTauge, vam agafar la carretera de Glisson. Els bandolers es disputaren el pas als boscos de Gétigné; van ser empès a Clisson on van tornar a lluitar. Vam tornar a lluitar al Palet, i vam aconseguir superar tots els obstacles. Ens veiem obligats a vadejar el riu, com les dones i els nens; finalment, després de vint-i-sis hores de caminada, arribem a Nantes. | » |
| — Informe de la comuna de Mortagne, 28 de març a Nantes als representants en missió., | |   |

#### Denúncia del baró, botiguer de farratge de Mortagne, a la Societat Republicana de Nantes, contra els generals de Vendée.
| « | La guarnició s'afalaga que els membres de la representació nacional li faran la mateixa justícia que els refugiats que van presenciar el seu coratge; té com a garant l'aprovació que el prior del Marne va donar públicament al relat de la seva conducta. Ens van acusar d'haver abandonat el nostre càrrec; individus, sens dubte interessats a allargar la guerra de Vendée, van tenir l'audàcia de dir que no hi ha més bandolers. És en el teu si on s'escolta la veritat i que volem revelar la nostra innocència amb la simple exposició de la nostra conducta. Estem intentant adormir-vos en una falsa seguretat; preferiràs, sens dubte, el testimoni desinteressat dels soldats a les declamacions de certs generals que mai veiem al capdavant dels nostres exèrcits. Sortint de Chollet el 22 de febrer, en el nombre de vuit-cents trenta-un homes per vigilar Mortagne per ordre d'Huche que ens feien lliurar de trenta a quaranta cartutxos cadascun, vam anar a aquest lloc. Li van demanar munició, es va comprometre a proporcionar-la; les peticions es van repetir, però van quedar sense resposta. La guarnició estava ocupada, amb els patriotes refugiats, reparant les fortificacions. El 6 de març, Chollet va ser evacuat i aviat es va reduir a cendres. Els habitants d'aquesta ciutat comercial no van ser avisats amb prou antelació i van perdre tot el que posseïen. S'hi van abandonar enormes botigues d'aliments i roba per a les tropes, i la majoria van ser consumides per les flames. Els voluntaris ferits i malalts van ser trobats morts als seus llits, sens dubte perquè només els menys malalts havien estat retirats dels hospitals. Busquem mantenir les comunicacions amb Saumur, enviem ordres a Turreau: sense resposta. Un genet que porta un "despatx que, conté la petició de municions, passa a l'enemic i li informa de l'estat del lloc. Ens vam posar en contacte amb el comandant de Montaigu, el qual va respondre que estava disposat a enviar munició, però que no disposava de prou gent per proporcionar un destacament. També era perillós desposseir el lloc de Mortagne per oferir una escorta durant set llegües. Ens adrecem al comandant de Tiffauge, sense resposta. Un refugiat patriòtic, encarregat de la mateixa missió, es veu obligat a tornar sense haver-la pogut complir. No quedava cap esperança per a la guarnició que a mesura que s'acostava alguna columna, no apareixia cap. Tanmateix, el nombre de cartutxos es va reduir considerablement pels destacaments i bivacs. Ja no teníem les consignes i punts de concentració de l'exèrcit. Els soldats cansats del servei van emmalaltir; més de seixanta estaven a l'hospital, mancats de medicaments; l'enemic va envoltar el lloc per tots els costats. El dia 23, un destacament de cent quaranta-set homes fou enviat per anar a La Verrie a buscar farratge: fou envoltat d'una columna d'emboscada i tallat a trossos; només van tornar vuit homes, la majoria coberts de ferides i donats per morts. El dia 24, a les 11 del matí, el lloc va ser atacat per més de cinc mil homes; la munició s'estalvia, el foc continua fins a les set del vespre; es renoven els esforços per escalar, la resistència augmenta per l'atreviment; finalment, l'enemic es va retirar, després d'haver perdut molta gent. La guarnició, que queda sense municions, no veu més recursos que en retirada. El comandant del lloc no vol ordenar-ho; es decideix en un consell de guerra. Sortim a les dues de la mitjanit, agafant de Mortagne els malalts, els ferits i els patriotes refugiats. Tiffauge havia estat evacuada durant uns quants dies i el pont va ser tallat, obligant-los a agafar la carretera de Clisson. Finalment, després de tres batalles i vint-i-sis hores de marxa, la guarnició va arribar, esgotada pel cansament, a les portes de Nantes, on, sense tenir en compte els malalts, els ferits, les dones i els nens dels refugiats, van ser deixats a vivac amb una boira frígida i espessa, tot i que feia un dia que no menjaven i havien passat tres nits sense dormir. A dos quarts de set del matí entren sense tiquet d'allotjament; es van quedar sense pa fins a les set del vespre quan van ser enviats al campament de Ragó on l'oficial, enviat el dia 23 amb deu genets, els va dir que durant el dia s'havia trobat amb la columna de Cordellier a qui havia lliurat el enviaments; que aquest general no ho tenia en compte, dient que aquest plantejament era dictat per la por; i que va fer portar a la presó de Nantes un genet que va exposar amb força l'angoixa de la guarnició.e> No tenim por, ciutadans, de dir la veritat, malgrat les amenaces de ser afusellats; malgrat la perfídia d'aquells que tenen interès a estendre el teatre del saqueig i la devastació per compartir el botí dels seus conciutadans arruïnats; malgrat l'embriaguesa i la ignorància grossa d'aquells líders que la veu pública ha condemnat; malgrat l'atroç iniquitat d'aquells que, a través dels horrors que van cometre en nom d'una república essencialment justa i fonamentada en les virtuts, van aconseguir augmentar el nombre dels seus enemics i convertir els ciutadans pacífics en rebels desesperats. | » |
| — Presentació de la conducta de la guarnició de Mortagne, des de la seva entrada en aquest lloc fins al seu desallotjament, adreçada a la societat popular de Nantes", 28 de març al camp de Ragon., | |   |

| « | Mortagne va ser evacuat el 25 de març a les dues de la matinada. Els bandolers, que havien estat avisats, hi van entrar al matí en nombre de sis mil homes. L'arbre de la llibertat va ser talat, el castell va ser cremat, així com les portes de la ciutat, les fortificacions van ser enderrocades: una cinquantena de carretes de gra i farina van ser retirades i portades a la "Route des Herbiers". Una operació similar es va fer l'endemà. El dia 26 es van cremar dotze o quinze cases patriotes. Marigny, líder de bandolers, disfressat de calderer, va matar dues dones i en va maltractar una tercera. La columna de Grignon va entrar a Mortagne el 28 de març entre les onze i el migdia; el de Cordellier hi va arribar el mateix dia a les dues de la tarda. Les dues columnes van sortir l'endemà amb el sotasignat a les vuit del matí, i les van conduir a Montaigu des d'on van ser escortades per un destacament fins a Nantes. | » |
| — Declaració de dinou ciutadans refugiats de Mortagne, que van arribar a Nantes el 2 d'abril a les deu del vespre., | |   |